# Jaroslav Kudláček
Jaroslav Kudláček (9. prosince 1919 Chrudim – 5. října 1945 Hartley Wintney) byl český pilot 311. československé bombardovací perutě.

## Život

### Před druhou světovou válkou
Jaroslav Kudláček se narodil 9. prosince 1919 v Chrudimi v rodině Josefa Kudláčka. Vychodil pět ročníků obecné školy, tři ročníky měšťanské školy a dva ročníky obchodní pokračovací školy, kde se vyučil obchodním příručím. V rámci akce 1000 nových pilotů republice získal pilotní výcvik. Prezenční vojenskou službu nastoupil v roce 1938, v Olomouci absolvoval poddůstojnickou školu.

### Druhá světová válka
Po německé okupaci opustil Jaroslav Kudláček 17. srpna 1939 ilegálně Protektorát Čechy a Morava a přes Polsko, Rumunsko a Egypt odešel do Francie, kde 14. listopadu 1939 v Marseille vstoupil do zde vznikající Československé armády v zahraničí. Zařazen byl k letecké skupině v Agde, absolvoval opět poddůstojnickou školu. Po pádu Francie se 19. června 1940 z Bordeaux evakuoval do Spojeného království. Zde byl v červenci téhož roku přijat do Royal Air Force a po zaškolení na britskou leteckou techniku mj. v Kanadě 9. května 1942 přičleněn k 311. československé bombardovací peruti. V roce 1941 se oženil s Violet Guy, manželům se narodili dva synové. Absolvoval dva operační turnusy, během kterých se účastnil protiponorkových a protilodních hlídkových letů nad oceánem. Nalétal téměř 1500 hodin. Dne 11. února 1945 byl velitelem stroje, který napadl německou ponorku. Dne 15. května 1945 eskortoval ponorku U 901 plující do internace ve Stavangeru. Dosáhl hodnosti podporučíka.

### Po druhé světové válce
Dne 5. října 1945 odstartoval Jaroslav Kudláček k transportnímu letu do Prahy se strojem Consolidated B-24 Liberator GR Mk.VI KG867 PP-N ze základny Blackbushe k letu do Prahy. Letounu se po vzletu vzňal motor a při pokusu o návrat se zřítil u obce Hartley Wintney. Jaroslav Kudláček, další čtyři členové posádky a třináct cestujících včetně žen a dětí zahynulo. Pohřben byl 11. října v československém oddělení hřbitova v Brookwoodu.

## Ocenění

### Vyznamenání
- Československá medaile Za chrabrost před nepřítelem
- Hvězda 1939–1945
- Pamětní medaile československé armády v zahraničí

### Posmrtná ocenění
- Jaroslav Kudláček byl v roce 1991 in memoriam povýšen do hodnosti plukovníka
- Jaroslavu Kudláčkovi byla v roce 2017 na budově školy, kterou navštěvoval, v Husově ulici v Chrudimi odhalena pamětní deska[1]